# SEA-ME-WE 3
SEA-ME-WE 3 ou South-East Asia - Middle East - Western Europe 3 (Asie du Sud-Est - Moyen-Orient - Europe de l'Ouest) est un câble sous-marin de télécommunication qui interconnecte l'ensemble de ces stations. Il s'agit encore aujourd'hui du plus long câble sous marin jamais posé avec une longueur totale de 39 000 km. Ce câble est la propriété du consortium SEA-ME-WE 3 qui regroupe 92 investisseurs. Actuellement le câble est dirigé par France Télécom & China Telecom, l'administrateur du réseau est SingTel.
Les premières études ont commencé en 1993 et la construction a été réalisée par quatre entreprises, Alcatel-Lucent, Tyco Electronics, KDDI & Fujitsu.
La mise en service a eu lieu en mars 2000 avec une capacité initiale de 20 Gb/s par paire de fibre, il est intégralement équipé de deux paires de fibres à l'exception du segment 7 qui en comporte trois pour des raisons de sécurité. Il utilise dès l'origine les technologies multiplexage en longueur d'onde (WDM) & hiérarchie numérique synchrone (SDH), on note également l'usage de la technologie OADM dans la majorité des unités de dérivation de branche.
SEA-ME-WE 3 a connu quatre augmentations de capacité majeures. Les segments ont aujourd'hui une capacité par paire de fibre qui varie selon les besoins et les contraintes physiques entre 20 Gb/s et 250 Gb/s grâce à la densification du multiplexage en longueur d'onde.
Il fait partie des câbles sous-marins espionnés par le GCHQ, le service de renseignement britannique chargé de la surveillance des télécommunications.

## Points d'atterrissements

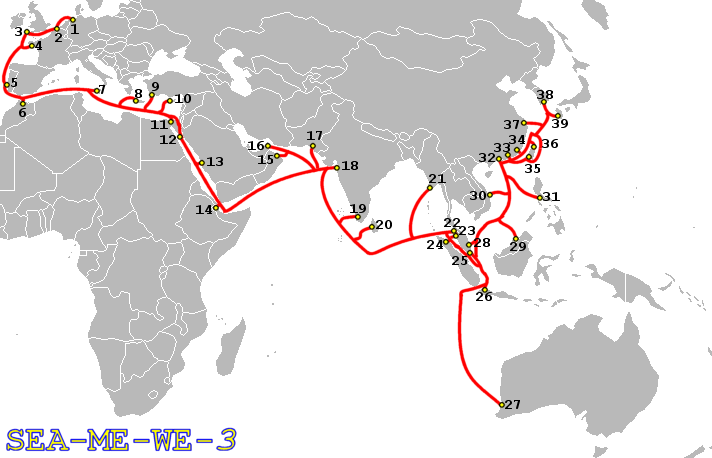
Points d'atterrissement du câble SEA-ME-WE 3

Le système comporte 39 points d'atterrissements divisés en 10 segments
Segment 10
- Norden, Allemagne
- Ostende, Belgique
- Goonhilly, Angleterre
- Penmarch, France

Segment 9
- Penmarch, France
- Sesimbra, Portugal

Segment 8
- Sesimbra, Portugal
- Tétouan, Maroc
- Mazara, Italie
- La Canée, Grèce
- Marmaris, Turquie
- Yeroskipos, Chypre
- Alexandrie, Égypte

Segment 7 (Passage terrestre de l'Isthme de Suez)
- Alexandrie, Égypte
- Suez, Égypte

Segment 6
- Suez, Égypte
- Djeddah, Arabie saoudite
- Djibouti, Djibouti

Segment 5
- Djibouti, Djibouti
- Mascate, Sultanat d'Oman
- Fujaïrah, Émirats arabes unis
- Karachi, Pakistan
- Bombay, Inde

Segment 4
- Bombay, Inde
- Cochin, Inde
- Mount Lavinia, Sri Lanka
- Pyapon, Birmanie
- Satun, Thaïlande
- Penang, Malaisie
- Medan, Indonésie
- Tuas, Singapour

Segment 3
- Tuas, Singapour
- Jakarta, Indonésie
- Perth, Australie

Segment 2
- Tuas, Singapour
- Mersing, Malaisie
- Tungku, Sultanat de Brunei
- Da Nang, Viêt Nam
- Batangas, Philippines
- Taipa, Macao
- Deep Water Bay, Hong Kong
- Shantou, Chine

Segment 1
- Shantou, Chine
- Fangshan, Taïwan
- Toucheng, Taïwan
- Shanghai, Chine
- Keoje, Corée du sud
- Okinawa, Japon